# 大阪駅前ビル
大阪駅前ビル（おおさかえきまえビル）は、大阪府大阪市北区梅田一丁目にある、西日本旅客鉄道（JR西日本）大阪駅南口に所在する雑居ビル群である。大阪市都市開発局による大阪駅前再開発事業により建設された。
本項目では、大阪駅前第1ビル、大阪駅前第2ビル、および大阪駅前第4ビルについても記載する。第3ビルについては大阪駅前第3ビルを参照。

## 概要
地下1階・2階は飲食店や金券ショップが多く、賑わいを見せる一方で、一等地だけに地下でも賃料が高く、あまり人通りの多くないエリアではシャッター街となってしまっている区画もある。また、ビル建設の際に等価交換により入居した区分所有者が立ち退き前と同様の業態で営業を続けている区画もあり、花屋や中古レコード店、古書店、パチンコ店などといった、オフィスビル地下のテナントとしては珍しい業種の店舗が開業当初のまま残っている。ただ、それらの店舗も経営者の高齢化や家賃以外の支払いの関係で閉店するケースが増えている。1990年代まではゲームセンターも多く見られたが、その殆どは閉店しており、その跡地にはコンビニエンスストアのほか、居酒屋の出店が目立っている。
上層階はオフィスとして利用されている。オフィスには、地方自治体の大阪事務所、地方ローカル局の大阪支社など、地方の団体・会社の大阪拠点が多く入居している。駐車場は地上3階・地下3階にある（第1ビルのみ地下4階にもある）。第2ビルの3階には徳兵衛大明神がある。かつて、第2ビルと第3ビル間の地下1階北側の連絡通路には階段があったが、北新地駅建設工事に合わせて現在のフラットな動線へ改修されている。また、第3ビルと第4ビル間の地下通路には銭湯が存在したが閉鎖され、通路に面した入り口のドアだけが残っている。
ジャンボ宝くじの発売時に限り、第4ビルの前にある1階のスペースにて特設売場を設営する。この売り場は1億円以上の当選本数が累計で全国最多である（2008年11月現在）が、ここは宝くじを扱う業者が合同で販売するために設営しているだけで、第4ビル1階のみずほ銀行とは無関係である。
館内の看板等の更新が遅く、かつてはエスカレーターの案内図に国鉄表記も残っていた（特に第3ビルは21世紀に入っても残っていた）が、サイン等の見直しにより今は見られなくなっている。

## 沿革
- 1970年4月 - 第1ビルが完成。
- 1976年11月 - 第2ビルが完成。
- 1979年9月 - 第3ビルが完成（同年10月20日開業）。
- 1981年8月 - 第4ビルが完成（同年10月12日開業）。

第1ビルには当初屋上にヘリポートを建設予定で、伊丹空港との間をヘリコプターで直結させる構想もあった。結局はヘリポートは設けられなかったが、現在は駅前ビルのそばに建つ梅田DTタワーの屋上にヘリポートが設けられている。
また、当初の計画では、大阪駅・西梅田駅などとの間の地下通路と駅前ビルは地下1階で直結する計画であったが、のちに梅田界隈は元々軟弱地盤なため広大な地下街を建設するためには強度の問題から深度を下げざるを得ないことが判明したため、地下2階で直結することとなった。西梅田駅南改札口の位置が第1ビルの地下1階と2階の中間にあることや、大阪駅から駅前ビルへと繋がるディアモール大阪に不自然な勾配があるのも、それが原因である。加えて、西梅田駅との間の連絡通路に1つだけ設けられた上りエスカレーターは、第1ビル地下1階の喫茶店オーナーの苦情（階段だけでは客の動線が地下2階に流れてしまうこと）を受け入れ設置されたものである。また、第1ビルの地下2階は当初は店舗の設置の予定はなく、倉庫や駐車場などになる予定であったため、その名残で地下2階は地下1階より上の階と比べて天井が低くなっている。
2012年3月、特に築年数が古く老朽化している第1ビル・第2ビルを解体・撤去して緑地化する計画が関西経済連合会により検討されていることが判明したが、運営業者側はこれを否定した。

## 最寄駅
JR東西線の開業前、最寄駅の駅名が正式決定するまでの間、駅前ビルの商店主らが活性化を期待してJR西日本に対し、「桜橋駅」以外にも複数の駅名候補を提案し続けたが、最終的にそれらは一切反映されず、北新地駅と決定された。駅前ビルの商店主らは当初この決定に猛反発し、北新地駅開業後に通路へ掲げた案内看板には「北新地駅」と書かず、「JR東西線駅⇩」などと書いて掲出した。その後は商店主の態度が軟化したこともあり、『駅』の部分だけ削除したものがそのまま随所に残されている（『JR東西線 　⇩』という状態）。
- 第1ビル - JR東西線北新地駅、地下鉄四つ橋線西梅田駅
- 第2ビル - JR東西線北新地駅、地下鉄四つ橋線西梅田駅
- 第3ビル - JR東西線北新地駅、地下鉄谷町線東梅田駅
- 第4ビル - 地下鉄谷町線東梅田駅、地下鉄御堂筋線梅田駅

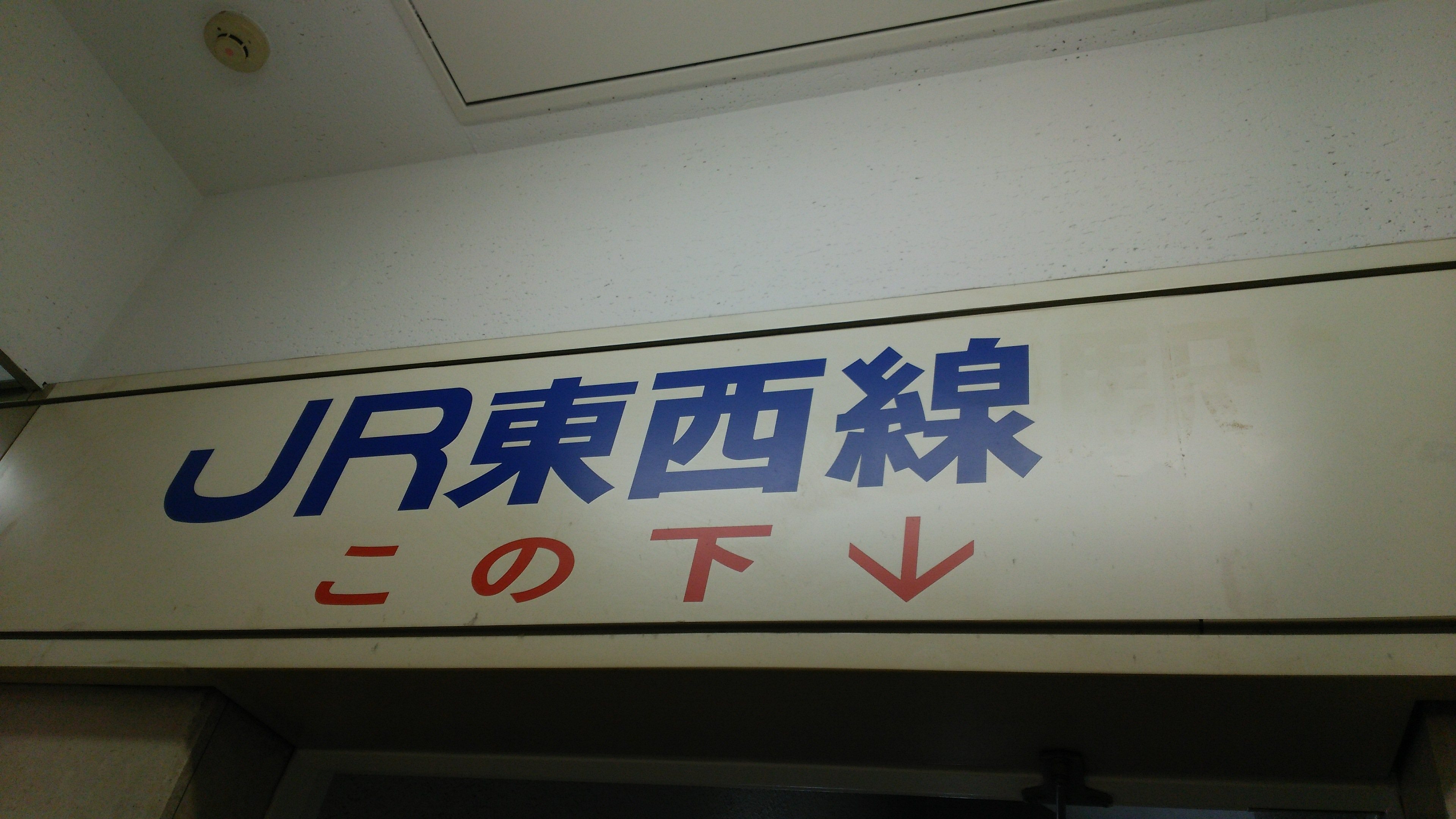
看板をよく見ると「駅」の部分だけシールが剥がされている（第2ビル地下1階にて）

## テナント
正月三が日はビルが閉鎖されるため、全テナントが休業となる。また、毎日深夜0時から翌朝7時までの間も閉鎖されるため、コンビニエンスストアなどもそれに合わせて閉店する。それゆえ深夜営業は不可能であるため、カラオケ店やインターネットカフェなど深夜の集客に依存する業態の店は存在しない（カラオケ店はかつて第3ビル地下1階に存在したが、周辺区域より営業時間で大きなハンデを負ったことから閉店した）。
1990年代までは各ビルとも地下1階・2階にゲームセンターが多数存在したが、そのほぼ全てが閉店しており、ゲームセンターは現在では第4ビルに1店舗、第3ビルに2店舗が残るのみである。第1ビルに最後まで残ったゲームセンターは2016年春に閉店し、跡地は飲食店になっている（2024年7月末までは移転してきた大阪中央郵便局も存在した）。また、第2ビルに最後まで残ったゲームセンターは2021年夏に閉店した。一方で、都心の一等地であることに加え、ビル内に多数のテナントが入居していることから集客が見込めるため、2000年代以降はコンビニや飲食店が相次いで開店している。但し、コンビニや飲食店もビルの閉鎖の関係で24時間営業ではなく、またコンビニでも店舗によっては日曜・祝日は定休日としているケースもある。
- コンビニについては、第1ビルにはローソンとファミリーマート（コクミンとの併設店舗）（ともに地下2階）が、第2ビルにはファミリーマート（地上1階）とセブン-イレブン（地下1階）が、第3ビルにはローソン（地上1階）とセブン-イレブン（地下1階）が、第4ビルにはローソン（地下1階・2階とも）とファミリーマート（地下2階）が、それぞれ営業中である（更に第4ビルと通じているディアモール大阪にも、ファミリーマートが営業中）。なお、第4ビル2階にもかつて個人経営のコンビニがあったが、それらの開店によって閉店した。
- ゲームセンター跡地にはタリーズコーヒーなどの喫茶店や居酒屋などの飲食店、マッサージ店の出店が目立つ。更に2010年代以降では第3ビルに吉野家やサイゼリヤ、ココイチといった大手レストラン、ファーストフードも進出している。

地上階のオフィスフロアには、都道府県の事務所やテレビ局の支社が多い（特に第1ビル）のが特徴。

### 大阪駅前第1ビル
大阪市北区梅田一丁目3番1号
- ゆうちょ銀行大阪支店（地下1F）・同大阪駅前第1ビル内出張所（地下2F）
- 大阪スポーツ（東京スポーツ新聞社関西支社）（4F）
- 鹿児島テレビ放送大阪支社(5F)
- CBCテレビ大阪支社(7F)
- 東北放送大阪支社(7F)
- 福島テレビ大阪支社(8F)
- ナカシマプロペラ大阪営業所(9F)
- 北海道東京事務所大阪支所(9F)
- 秋田県北東北三県大阪合同事務所(9F)
- 青森県北東北三県大阪合同事務所(9F)
- 岩手県北東北三県大阪合同事務所(9F)
- 山形県大阪事務所(8F)
- 宮城県大阪事務所(9F)
- 福島県大阪事務所(9F)
- 茨城県大阪事務所(8F)
- 新潟県大阪事務所(8F)
- 群馬県大阪事務所(8F)
- 長野県大阪事務所(8F)
- 広島県大阪情報センター(8F)
- 福岡県大阪事務所(9F)
- 長崎県大阪事務所(8F)
- 宮崎県大阪事務所(9F)
- 佐賀県大阪事務所(9F)
- 鹿児島県大阪事務所(9F)
- POPUP株式会社(5F)

### 大阪駅前第2ビル
大阪市北区梅田一丁目2番2号
- 大阪市梅田市税事務所(7F)
- ハローワーク梅田（梅田公共職業安定所）(16F)
  - 2003年までは若者向け（30歳以下で新卒学生以外の就労者対象）のハローワークだったが、現在は梅田センタービルに機能を移転
- 大阪駅前第2ビル内郵便局(地下2F)
- キャンパスポート大阪（4F）※大学コンソーシアム大阪・関西社会人大学院連合の共同利用施設
- 大阪市立総合生涯学習センター(5F・6F)
- 大阪市立大学梅田サテライト ＝ 大阪市立大学 都市経営研究科(6F)
- 大阪市立大学文化交流センター(6F)
- テレビ岩手大阪支社(10F)
- 福岡放送大阪支社(10F)
- テレビ大分大阪支社(12F)
- テレビ宮崎大阪支社(13F)
- 北海道文化放送大阪支社(13F)
- 三基商事本社(ミキプルーン発売元、8F)
- LRネイルサロン梅田店(株式会社ババガンプ社2F 18-1)
- ササヤ書店(2F)
- Wi-Fiチャンネル大阪梅田店(2F)

### 大阪駅前第3ビル
大阪市北区梅田一丁目1番3号
- トクトクチケット(B2F)

### 大阪駅前第4ビル
大阪市北区梅田一丁目11番4号
- 大阪データ復旧本社ラボ(10F)
- 日本ゼビオ大阪支社(4F)
- サンケイリビング新聞社リビングカルチャー倶楽部・大阪駅前第4ビル教室(19F)
- 静岡第一テレビ関西支社(22F)
- 宮崎放送大阪支社(8F)
- 日米英語学院　梅田校(23F)
- Joe'sウェブホスティング、Joe'sビジネスセンター大阪(9F)
- うたた寝屋本社(15F)
- 公益財団法人日本イタリア会館大阪事務所(8F)
- パソコンドック24大阪梅田本部(4F)
- GiGO 大阪第4ビル(B1F)